# حكيم شاكر
حكيم شاكر هو لاعب كرة قدم سابق ومدرب عراقي. من مواليد 7 يناير 1963 في بغداد. في وقت ما بين أواخر 2012 وأوائل 2013 كان حكيم المدرب العراقي الأول والوحيد الذي يدير ثلاثة منتخبات وطنية عراقية (العراق، العراق تحت 23 سنة والعراق تحت 20 سنة) في نفس الوقت.

## المسيرة
في عام 2011 تم تعيين حكيم مدرباً للمنتخب العراقي تحت 20 سنة وقاد العراق إلى التأهل إلى
نهائيات بطولة آسيا تحت 19 سنة لكرة القدم. وقاد العراق إلى نهائيات كأس العالم تحت 20 سنة في تركيا.
في عام 2012 تم تعيين حكيم شاكر مدرباً للمنتخب العراقي الأولمبي وقاد الفريق للتأهل إلى نهائيات كأس آسيا تحت 22 سنة.
في ديسمبر 2012 وبعد إقالة مدرب المنتخب العراقي الأول زيكو، تم تعيين حكيم شاكر مدرباً للفريق الأول. قاد حكيم شاكر المنتخب العراقي إلى نهائي بطولة اتحاد غرب آسيا 2012 ولكنه خسر النهائي أمام سوريا. وفي يناير 2013 قاد المنتخب العراقي إلى نهائي خليجي 21 بعد 4 انتصارات متتالية ولكنه خسر ضد الإمارات في النهائي.
وفي 8 فبراير 2013 قرر حكيم شاكر الابتعاد عن المنتخب الأول والتركيز مع منتخب العراق تحت 20 سنة في بطولة كأس العالم 2013 في تركيا.
وفي كأس العالم 2013 في تركيا حصل المنتخب العراقي على المركز الرابع على العالم لأول مره في تاريخه. وبعد انتهاء البطولة عاد من جديد لتدريب المنتخب العراقي الأول وفي تاريخ (29 نوفمبر2014) تم إقالة حكيم شاكر من تدريب المنتخب العراقي بعد الخروج من خليجي 22 من دور المجموعات.

## الإحصائيات
| الفريق            | من             | إلى            | إحصائيات | إحصائيات | إحصائيات | إحصائيات | إحصائيات   |
| الفريق            | من             | إلى            | لعب      | فاز      | عدل      | خسر      | نسبة الفوز |
| ----------------- | -------------- | -------------- | -------- | -------- | -------- | -------- | ---------- |
| نادي الجيش        | 1992           | 1994           | 129      | 51       | 45       | 33       | 39.53      |
| نادي القوة الجوية | 1999           | 2000           | 30       | 13       | 9        | 8        | 43.33      |
| العراق تحت 20 سنة | .مايو2008      | نوفمبر 2008    | 12       | 3        | 5        | 4        | 25.00      |
| العراق تحت 20 سنة | أبريل 2011     | يوليو 2013     | 42       | 23       | 8        | 11       | 54.76      |
| العراق تحت 23 سنة | يونيو 2012     | يوليو 2012     | 5        | 3        | 2        | 0        | 60.00      |
| العراق            | ديسمبر 2012    | فبراير 2013    | 12       | 7        | 2        | 3        | 58.33      |
| العراق            | 12 سبتمبر 2013 | 4 يناير 2014   | 12       | 5        | 3        | 4        | 41.67      |
| العراق تحت 23 سنة | 4 يناير 2014   | 8 أكتوبر 2014  | 13       | 12       | 0        | 1        | 92.31      |
| العراق            | 7 نوفمبر 2014  | 29 نوفمبر 2014 | 3        | 0        | 1        | 2        | 0.00       |
| نادي الشرطة       | 12 يوليو 2015  | 20 أكتوبر 2015 | 6        | 2        | 0        | 4        | 33.33      |
| نادي السويق       | 28 أكتوبر 2016 | 27 .مايو2017   | 35       | 15       | 12       | 8        | 42.86      |
| نادي السويق       | 20 مارس 2018   | 3 يونيو 2018   | 13       | 8        | 1        | 4        | 61.54      |
| نادي الزوراء      | 26 فبراير 2019 | 19 سبتمبر 2019 | 36       | 14       | 12       | 10       | 38.89      |
| المجموع           | المجموع        | المجموع        | 311      | 141      | 92       | 78       | 45.34      |

## الألقاب

### الأندية
نادي الجيش
- كأس العراق: 1994-1995 (الوصيف)

نادي القوة الجوية
- بطولة القدس الدولية: 1999

أرارات
- كأس كردستان: 2006

نادي السويق
- كأس السلطان: 2016-17
- دوري المحترفين العماني: 2017-18

نادي الزوراء
- كأس العراق: 2018-19

### المنتخبات
العراق تحت 20 سنة
- بطولة آسيا للشباب تحت 19 عاما: 2012 (الوصيف)
- كأس العالم تحت 20 سنة لكرة القدم: 2013 (الرابع)

العراق تحت 23 سنة
- بطولة آسيا تحت 23 عاما: 2013
- دورة الألعاب الآسيوية: 2014 (الثالث)

العراق
- بطولة اتحاد غرب آسيا لكرة القدم: 2012 (الوصيف)
- كأس الخليج العربي (الوصيف)